# Mandray
Mandray é uma comuna francesa na região administrativa do Grande Leste, no departamento de Vosges. Estende-se por uma área de 12.36 km². Em 2010 a comuna tinha 597 habitantes (densidade: 48,3 hab./km²).